# Pazifischer Scharfnasenhai
Der Pazifische Scharfnasenhai (Rhizoprionodon longurio) ist eine Art der Scharfnasenhaie (Rhizoprionodon) innerhalb der Requiemhaie (Carcharhinidae). Die Art ist in den tropischen Gewässern der amerikanischen Pazifikküste von Kalifornien bis Peru verbreitet.

## Aussehen und Merkmale
Der Pazifische Scharfnasenhai ist ein mittelgroßer Hai mit einer durchschnittlichen Körperlänge von etwa 50 bis 100 cm und einer Maximallänge von über 154 Zentimetern. Er hat eine dunkelgraue bis grau-braune  Körperfarbe und eine hellere Bauchregion ohne Musterung. Die Spitzen der Brustflossen sind hell, die Rückenflosse hat eine graue Spitze. Die Schnauze ist lang und das Maul von unten betrachtet breit parabolisch, die Augen sind groß und befinden sich relativ weit oben am Kopf. Die Nasenlöcher sind schmal und langgezogen, zudem besitzt die Art lange Labialfalten.
Er besitzt eine Afterflosse und zwei Rückenflossen. Dabei ist die erste Rückenflosse deutlich größer als die zweite und liegt leicht vor oder über den freien Enden der Brustflossen während die zweite etwa oberhalb der Analflosse entspringt. Die Analflosse ist etwa gleich groß wie die zweite Rückenflosse. Die Schwanzflosse besitzt einen verhältnismäßig kurzen unteren und langen oberen Lobus mit deutlichem Endlappen. Wie alle Arten der Gattung besitzen die Tiere fünf Kiemenspalten und haben kein Spritzloch, die 4. und 5. Kiemenspalte befinden sich oberhalb des Brustflossenansatzes.

## Lebensweise
Der Pazifische Scharfnasenhai ist eine Flachwasserart, über dessen Lebensweise kaum Informationen vorliegen. Er ernährt sich räuberisch vor allem von verschiedenen Fischen, Krebstieren, Schnecken und Tintenfischen. Die Haie sind wahrscheinlich wie die verwandten Arten lebendgebärend und bilden eine Dottersack-Plazenta aus (plazental vivipar). Die Jungtiere kommen mit einer Länge von etwa 33 cm zur Welt, mit einer Körperlänge von etwa 60 bis 70 cm sind die Tiere geschlechtsreif.

## Verbreitung

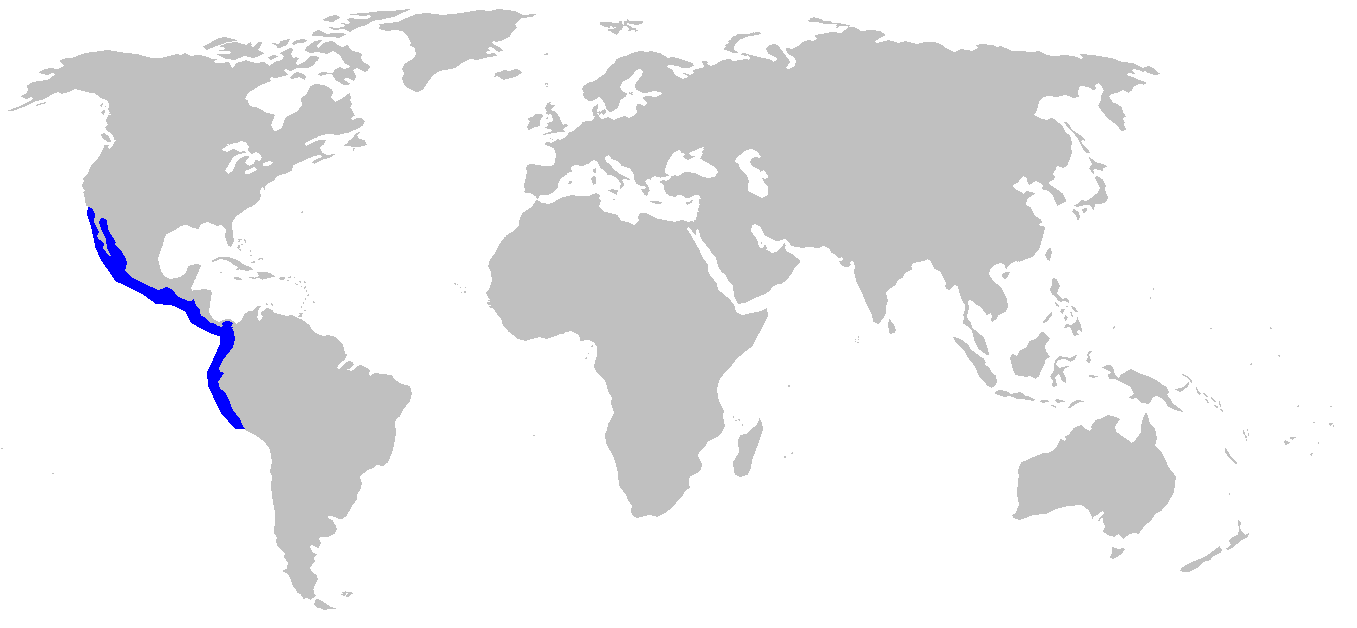
Verbreitungsgebiete des Pazifischen Scharfnasenhais

Der Pazifische Scharfnasenhai ist die einzige Art im östlichen Pazifik und lebt an der amerikanischen Küste von Kalifornien bis Peru. Sein Lebensraum befindet sich im Bereich des Kontinentalschelfs in Wassertiefen bis zum Grund in 0 bis mindestens 23 Metern Tiefe.